# إد غراي (لاعب كرة قدم كندية)
إد غراي (بالإنجليزية: Ed Gray)‏ هو لاعب كرة قدم كندية أمريكي، ولد في 1935 في أوديسا في الولايات المتحدة، وتوفي في 28 أبريل 1976.

## وصلات خارجية
- إد غراي على موقع JustSportsStats.com (الإنجليزية)